# NGC 4513
NGC 4513 is een Lensvormig sterrenstelsel in het sterrenbeeld Draak. Het hemelobject werd op 16 oktober 1866 ontdekt door de Duits-Deense astronoom Heinrich Louis d'Arrest.

## Synoniemen
- UGC 7683
- MCG 11-15-59
- ZWG 315.42
- PGC 41527